# Styx (mytologi)

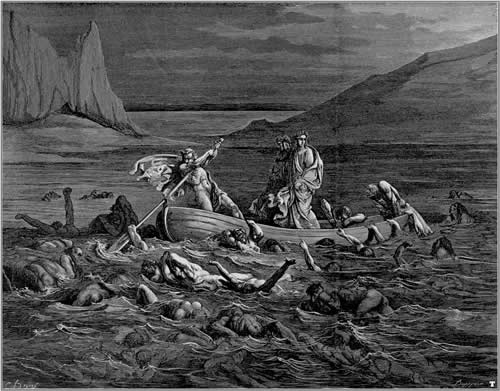
Färd över Styx. Etsning av Gustave Doré från 1861.

Styx är i grekisk mytologi den underjordiska flod som uppfattas som en gräns mellan livets och dödens riken.
Charon var den färjkarl, som på en båt förde de döda över floden Styx till Hades. Man lade ett mynt, en obol, under tungan på den döde som betalning. Om man inte hade gjort det fick den döda inte passera utan fick istället tillbringa evigheten i gränslandet emellan livet och döden. En del källor (både grekiska och romerska) liksom Dante anger att Charon förde de döda över floden Acheron istället för Styx.
En flod i Arkadien hette Styx och den såg man som identisk med den mytiska floden. Floden heter idag Mavroneri. Vid den floden svor man viktiga eder. En ed svuren vid floden Styx ansågs i antik och romersk kultur omutligt bindande såväl för gudar som för människor. En sådan ed får i mytologiska berättelser ibland olyckliga följder på grund av att det som svurits inte kan upphävas oavsett vilka konsekvenser det medför. Yngligen Faethon låter till exempel sin far, solguden Helios, svära vid Styx att bevilja honom en önskan utan att på förhand få veta 
vad det gäller. Fadern svär men får bittert ångra detta när sonen kräver att få köra Helios solvagn över himlavalvet. På grund av sin ed måste Helios göra Faethon till viljes och himlafärden slutar i fullständig katastrof. På liknade sätt tvingas Zeus av en sådan obrytbar "Styx-ed" mot sin vilja framträda i all sin himmelska prakt för den dödliga kvinnan Semele med resultatet att hon bränns till aska inför denna uppenbarelse.
Liksom andra floder hade Styx en egen vattennymf, som också kallades för Styx. Hon var gift med titanen Pallas, och fick fyra barn, bland annat dottern Nike, som var segergudinnan.
Gudinnan Thetis gjorde sin nyfödde son Akilles osårbar genom att doppa honom i floden Styx, men hälen som hon höll i doppades inte och under det trojanska kriget blev han träffad i hälen av en pil och dog. Därav uttrycket akilleshäl.
Yomotsuhirasaka är den japanska mytologins motsvarighet till Styx.
En av Plutos månar heter Styx, och är uppkallad efter den mytologiska floden.